# Jezioro Wałdowskie Małe
Jezioro Wałdowskie Małe (kaszb. Jezoro Wałdowsczé Môłé, niem. Kleiner Dorfsee) – przepływowe jezioro wytopiskowe w centralnej części Pojezierza Bytowskiego, w powiecie bytowskim, w gminie Miastko.
Powierzchnia jeziora wynosi 6,69 ha